# Zuckerbrot und Peitsche
Zuckerbrot und Peitsche ist eine Redewendung, welche eine Einflussnahme auf andere Personen umschreibt, die mit Belohnung und Strafe zugleich arbeitet.

## Begriffsverwendungen

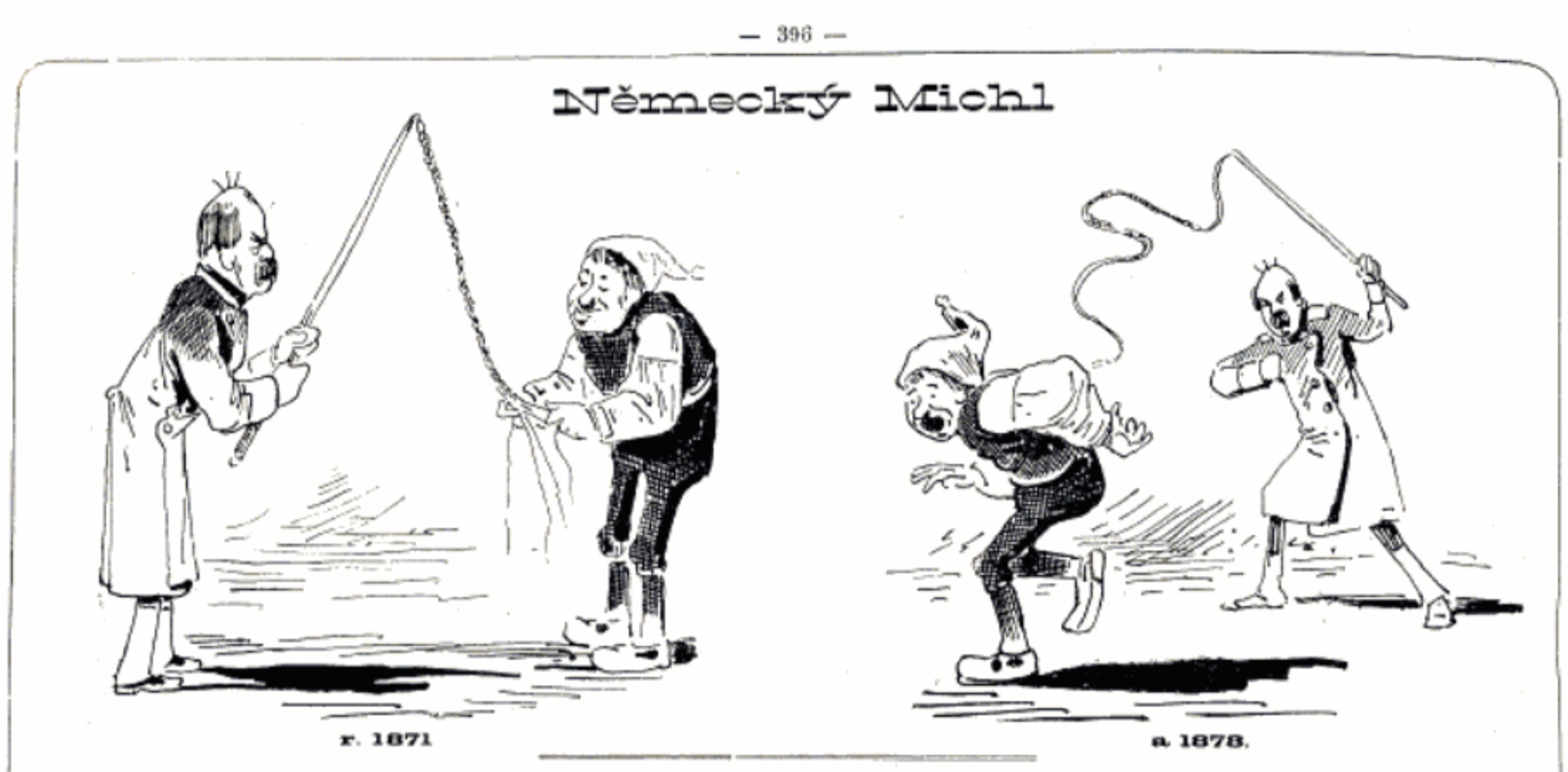
Karikatur von Bismarck mit Peitsche und dem deutschen Michel in der Prager Zeitschrift Humoristické listy (1878)

Die sprachliche Zwillingsformel ist nicht vor dem 19. Jahrhundert belegt; Wanders Deutsches Sprichwörter-Lexikon führt erste Belege für „Zuckerbrot und Peitsche“ aus dem Jahr 1873 und nur für „Zuckerbrot“ 1872 im Sinn einer auf Verhaltensänderung gerichteten Belohnung in schlesischen Zeitungen auf. Zudem benutzte sie demnach der Abgeordnete Graf Bethusy-Huc in einer Sitzung des Preußischen Abgeordnetenhauses vom 9. Februar 1877.
Die Rede von „Zuckerbrot und Peitsche“ benutzte, wie Franz Mehring Ende des 19. Jahrhunderts überlieferte, die sozialdemokratische Publizistik gegen die Sozialgesetzgebung des Reichskanzlers Otto von Bismarck mit Flugblättern wie: „Sein Zuckerbrot verachten wir, seine Peitsche zerbrechen wir.“ Politische Funktion dieses „Zuckerbrots“ war es demnach, die Arbeiterschaft an den monarchisch-autoritären Obrigkeitsstaat zu binden und zugleich die sozialdemokratische Bewegung durch die „Peitsche“ der Sozialistengesetze zu unterdrücken. Laut Manfred G. Schmidt hatte Bismarck die Formel „Peitsche und Zuckerbrot“ selbst bereits 1878 benutzt. Diese Charakterisierung der Bismarckschen Sozialgesetzgebung wurde vielfach, auch von Historikern, aufgegriffen und ist bis heute verbreitet.
1930 verfasste Kurt Tucholsky unter seinem Pseudonym Theobald Tiger ein Gedicht mit diesem Titel in Die Weltbühne, in dem er die Ausweglosigkeit der bürgerlichen Weltflucht thematisiert.
1965 verfasste Otto Lasch ein Bericht über die Kriegsgefangenschaft mit diesem Titel.

## Verwandte Konzepte
Das Konzept, mit Belohnung und Strafe zugleich zu arbeiten, ist auch in ähnlichen Wortverbindungen anderer Sprachen verbreitet. Im antiken Latein findet sich die Gegenüberstellung von Stein und Brot. So spricht in der Komödie Aulularia des Plautus der misstrauische Euclio, der einen Schatz gefunden hat und vom selbst reichen Megadorus daraufhin um die Hand seiner Tochter gebeten wird: „Altera manu fert lapidem, panem ostentat altera.“ („In der einen Hand hält er einen Stein, und Brot zeigt er mit der anderen.“) Darauf bezog sich der Kirchenvater Hieronymus, der einem Briefadressaten schrieb, er wolle ihm gegenüber nicht „in der einen Hand einen Stein halten und mit der anderen Brot anbieten“.
In einer langen Tradition der Erziehung mit Lohn und Strafe steht auch das Brauchtum um Nikolaus von Myra, der demnach jedes Jahr am 6. Dezember Kinder besucht und entweder belohnt oder bestraft, oft in Begleitung des strafenden Knecht Ruprecht. So hat etwa die Historikerin Silke Lesemann 1995 Nikolaus als „janusköpfige Figur“ bezeichnet, die eine „Verbindung von Zuckerbrot und Peitsche“ darstelle; der Erziehungswissenschaftler Manfred Hofer sah 1985 die „Dualität von Lohn und Strafe in der Erziehung (...) in der Figur des Nikolaus symbolisiert“. Als frühneuhochdeutsches Äquivalent der Wendung gilt „rute und apfel“, was Martin Luther 1537 in seiner Auslegung des Epheserbriefes 6,1–4 , in dem es um den kindlichen Gehorsam geht, ähnlich fasste: Man solle „die Kinder und Schüler also strafen, daß allewege der Apfel neben der Ruten ist.“
Häufig wird die Auffassung vertreten, das sozialpolitische Prinzip Fördern und Fordern sei nur eine euphemistische Umschreibung desselben Sachverhalts.